# Morwenstow
Morwenstow (in lingua cornica: Lannvorwenna) è un villaggio con status di parrocchia civile della costa settentrionale della Cornovaglia (Inghilterra sud-occidentale), affacciato sul Mare Celtico e situato al confine con il Devon. Si tratta della parrocchia civile più settentrionale di tutta la contea.
La località fa parte della Cornwall Area of Outstanding Natural Beauty ("Area di eccezionale bellezza naturale della Cornovaglia").

## Etimologia
Il toponimo Morwenstow/Lannvorwenna significa letteralmente "luogo sacro di Santa Morwenna".

## Geografia fisica

### Collocazione
Morwenstow si trova tra Bude (Cornovaglia) e Clovelly (Devon), rispettivamente a nord della prima e a sud-ovest della seconda.

### Suddivisione amministrativa
- Morwenstow
- Eastcott
- Gooseham
- Milton
- Shop
- West Youlestone
- Woodford
- Woolley

## Luoghi d'interesse

### Chiesa parrocchiale
Tra i luoghi d'interesse, vi è la chiesa parrocchiale dedicata a San Morwenna e a San Giovanni Battista, classificata come edificio di primo grado
Da vedere, tra l'altro vi è la canonica, con i tre camini fatti modificare secondo vari stili (uno ispirato a quelle delle sue chiese preferite, uno dalle guglie di un college di Oxford e un altro dalla tomaba della madre) da Robert Stephen Hawker (1803-1875), il sacerdote che vi si stabilì a partire dal 1834.

### Altri luoghi d'interesse
Da vedere vi è inoltre il capanno sulle scogliere dove il reverendo Hawker componeva le sue poesie.